# Spizocorys
Genre
Le genre Spizocorys regroupe sept espèces d'oiseaux de la famille des Alaudidae.

## Taxonomie
La vaste étude phylogénique d'Alström et al. (2013) amène à une révision complète de la famille des Alaudidae. En conséquence, le Congrès ornithologique international (version 4.2, 2014) déplace la Cochevis à queue courte (Spizocorys fremantlii, anciennement Pseudalaemon fremantlii) dans ce genre.

### Liste des espèces
D'après la classification de référence (version 5.2, 2015) du Congrès ornithologique international (ordre phylogénique) :
- Spizocorys obbiensis – Alouette d'Obbia
- Spizocorys sclateri – Alouette de Sclater
- Spizocorys starki – Alouette de Stark
- Spizocorys fremantlii – Cochevis à queue courte
- Spizocorys personata – Alouette masquée
- Spizocorys fringillaris – Alouette de Botha
- Spizocorys conirostris – Alouette à bec rose